# Ravisio Textor

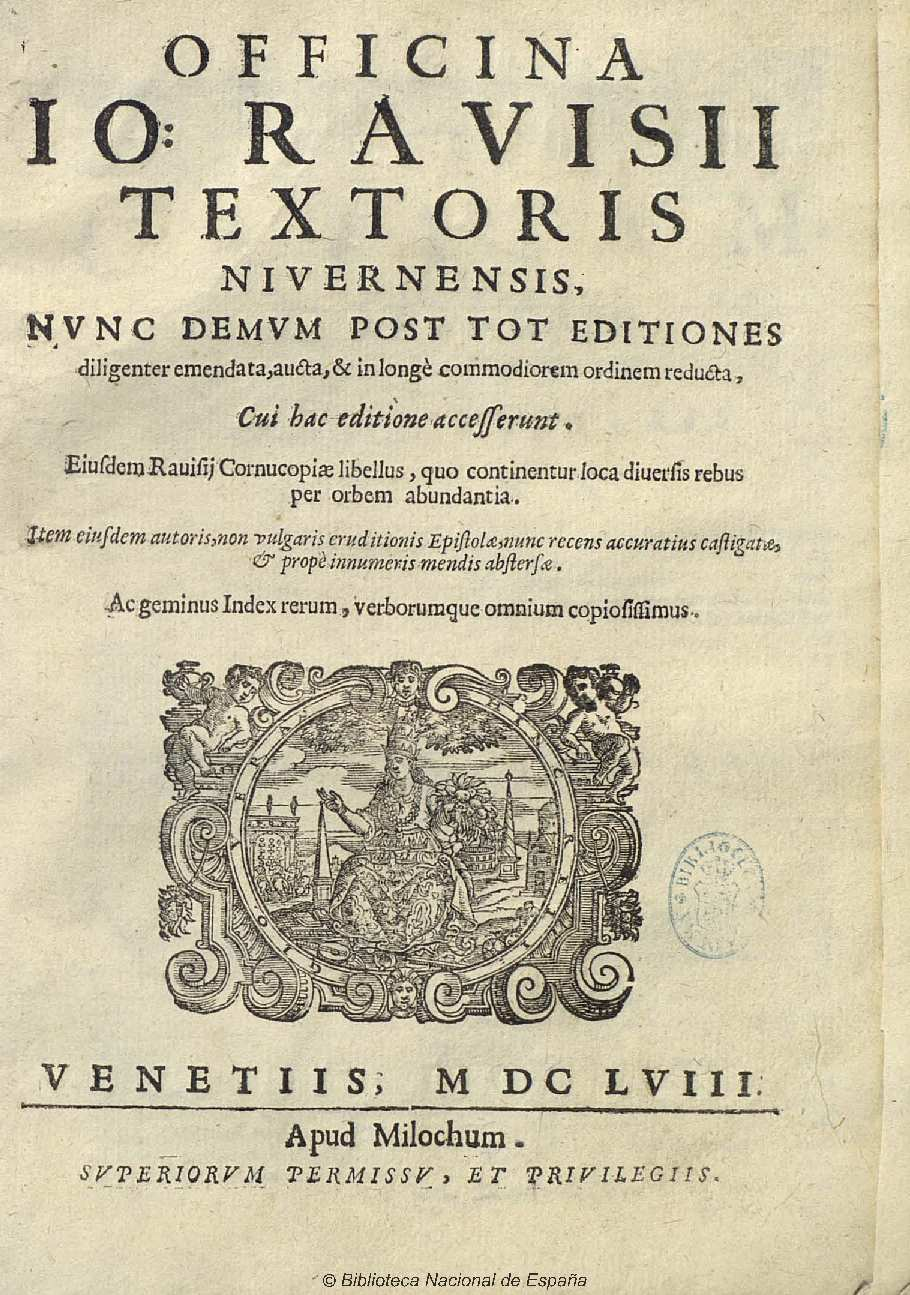
Portada de la Officina de Ravisio Textor para la edición impresa en Venecia en 1658 por Milochum. Biblioteca Nacional de España.

Jean Tixier de Ravisi, conocido como Ravisio Textor (c. 1480-1524), fue un humanista y erudito francés, catedrático de retórica del Colegio de Navarra y rector de la Universidad de París en 1520. 
Nacido en Saint-Saulge, en el Nivernés, Textor es bien conocido como autor de la Officina (primera edición con el título: Io. Rauisii Textoris niuernensis Officina, partim historicis, partim poeticis referta disciplinis, Basilea, ¿1503?), quizá la más célebre de las polianteas escritas en el siglo xvi, muchas veces reeditada y continuada por el propio Textor en su Cornucopiae Epitome. Obra enorme, según Jean Seznec, y modelo para otros compendios de conocimientos diversos y recopilaciones de lugares comunes con los que embellecer el discurso, suponía, entre otras cosas, una nueva codificación de la mitología clásica, superando los viejos modelos basados en genealogías, para reunir una ingente información sobre las divinidades greco-romanas, sus atributos, los lugares de culto, sacrificios y fiestas que se les consagraban, aunque lo hiciese todavía bajo la influencia de Boccaccio como pone de manifiesto la aparición del Demogorgon entre las deidades clásicas.
Tanto Rabelais como Montaigne, que tenía un ejemplar de la Officina en su biblioteca, hicieron uso en sus escritos de la abundante información recopilada por Textor, lo mismo que, entre muchos otros, Lope de Vega, entre los españoles, disimulando en ocasiones la utilización de la Officina mediante la remisión a las autoridades citadas en ella.

## Obras
- Officina vel Naturae historia per locos, frecuentemente reeditada. Primera edición publicada en Basilea según Seznec en 1503 con el título Rauisii Textoris niuernensis Officina, partim historicis, partim poeticis referta disciplinis.[6]
- De Memorabilibus et claris mulieribus aliquot diversorum scriptorum opera, París, 1521.[7]
- Epitheta, studiosis omnibus poeticæ artis maxime utilia, ab authore suo recognita ac in novam formam redacta..., París, 1524.[8]
- Dialogi aliquot Joannis Ra. Textoris, París, 1530.[9]
- Cornucopiae Io. Ravisii Textoria, Lyon, 1551.[10]